# Glacier des Sellettes
Le glacier des Sellettes est un glacier français du massif des Écrins (Alpes), dans la commune de Saint-Christophe-en-Oisans, département de l'Isère.

## Caractéristiques
Ce  glacier est adossé à la partie orientale du pic de l'Olan. Il est désormais[Depuis quand ?] divisé en deux parties séparées par une  barre rocheuse.